# Cryptothelea mahanti
Cryptothelea mahanti är en fjärilsart som beskrevs av Das 1956. Cryptothelea mahanti ingår i släktet Cryptothelea och familjen säckspinnare. Inga underarter finns listade i Catalogue of Life.